# Galančožskij rajon
Il Galančožskij rajon è un distretto della Russia.